# Скараборг (лен)
Скараборг (швед. Skaraborgs län) — колишній лен у центральній частині Швеції у провінції (ландскапі) Вестерйотланд. Адміністративним центром було місто Марієстад. 
Лен утворено 1634 року. Скасований 31 грудня 1997 року. Більша частина його території після об'єднання з колишніми ленами Гетеборг і Богус та Ельвсборг утворила теперішній лен Вестра Йоталанд, а дві комуни Мулльше і Габу відійшли до лену Єнчепінг.

## Адміністративний поділ

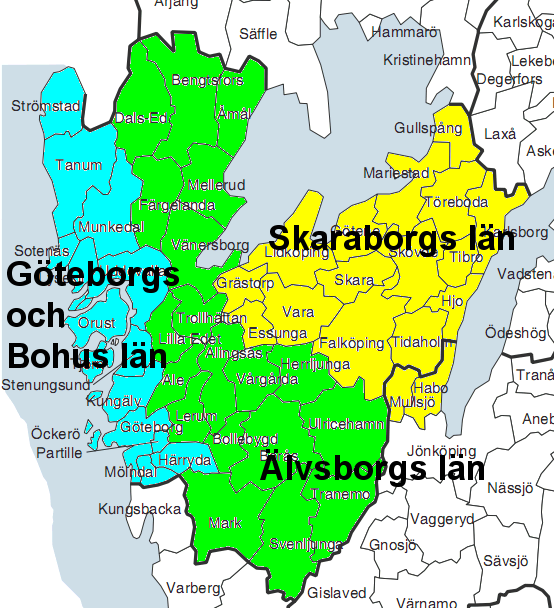
Лен Скараборг (1971-1997)

У період 1971—1997 років до складу лену входили 17 комун: Вара (Vara), Ессунга (Essunga), Габу (Habo), Гресторп (Grästorp), Гулльспонг (Gullspång), Йотене (Götene), Карлсборг (Karlsborg), Лідчепінг (Lidköping), Марієстад (Mariestad), Мулльше (Mullsjö), Скара (Skara), Теребуда (Töreboda), Тібру (Tibro), Тідагольм (Tidaholm), Фальчепінг (Falköping), Шевде (Skövde), Ю (Hjo).

## Міста
Більші міста колишнього лену Скараборг:
- Лідчепінг
- Марієстад
- Скара
- Шевде
- Тідагольм
- Фальчепінг
- Шевде
- Ю

## Див. також

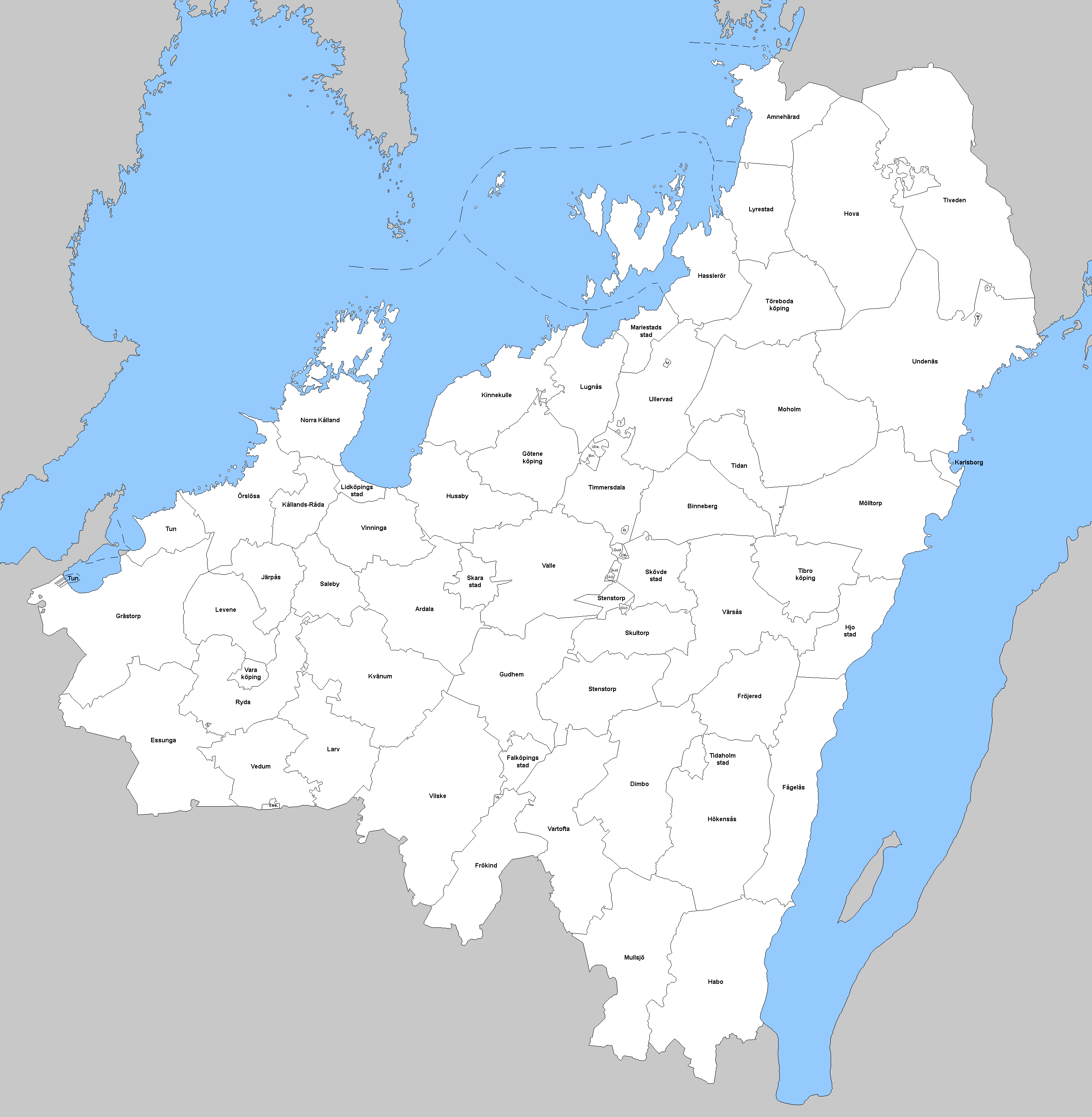
Комуни лену Скараборг (1952)